# Lambeth-Quadrilateral
Das Lambeth-Quadrilateral (Quadrilateral ist englisch für „Viereck“) bezeichnet vier Prinzipien, die von der Lambeth-Konferenz (1888) als Grundbedingungen der kirchlichen Einheit betrachtet wurden. Diese waren:
1. das Alte Testament und das Neue Testament als geoffenbartes Wort Gottes;
2. das Nicänische Glaubensbekenntnis (Nicäno-Konstantinopolitanum) als Feststellung des christlichen Glaubens;
3. die zwei Herren-Sakramente, d. h. die Taufe und das Abendmahl/Eucharistie;
4. das historische Bischofsamt.

Es wird auch manchmal als Chicago-Lambeth Quadrilateral oder Lambeth-Chicago Quadrilateral bezeichnet, da ein Vorgängerdokument schon 1886 in Chicago von den Bischöfen der Episkopalkirche der Vereinigten Staaten von Amerika beschlossen wurde.

Zwischenzeitlich werden die vier Prinzipien als Kern des anglikanischen Selbstverständnisses gesehen, auch wenn ihre Ursprünge eine Basis für ökumenische Gespräche waren. Damit hat William Reed Huntington, ein Priester der Episkopalkirche, in einem Aufsatz aus dem Jahr 1870, Grundlagen erörtern wollen, auf denen die Zusammenführung der anglikanischen Kirchen mit den römisch-katholischen und orthodoxen Kirchen erreicht werden könnte.

## Entstehung und Textvarianten

### Beschluss der US-amerikanischen Bischöfe
Die vier Grundlagen, die das Lambeth-Quadrilateral ausmachen, wurden 1886 in einem Beschluss des House of Bishops der US-Episkopalkirche aufgezählt. Die dort verabschiedete Resolution lautete wie folgt:
Wir, Bischöfe der protestantischen Episkopalkirche der Vereinigten Staaten von Amerika, im Konzil versammelt als Bischöfe der Kirche Gottes, erklären feierlich gegenüber allen, denen es etwas angeht, und insbesondere unseren Mitchristen der verschiedenen Konfessionen dieses Landes, die in ihren jeweiligen Sphären für die Religion Christi gestritten haben:
1. Unser ernsthaftes Verlangen, dass das Gebet des Heilands, „Dass wir alle eins sein mögen,“ in seiner tiefsten und wahrhaftigsten Sinn in Erfüllung gehe;
2. Dass wir glauben, dass alle, die mit Wasser ordnungsgemäß getauft wurden, im Namen des Vaters, des Sohnes und des Heiligen Geistes, Mitglieder der Heiligen Katholischen Kirche sind;
3. Dass in allen Dingen der menschlichen Ordnung oder menschlichen Wahl, was die Modi der Anbetung und Kirchenordnung oder des traditionellen Brauchs angehen, diese Kirche bereit ist, im Geiste der Liebe und Bescheidenheit, auf allen ihrer eigenen Präferenzen zu verzichten;
4. Dass diese Kirche nicht sucht, andere Konfessionen einzuverleiben, sondern stattdessen mit ihnen zusammenzuarbeiten auf der Grundlage eines gemeinsamen Glaubens und einer gemeinsamen Ordnung, um Schisma zu missbilligen, um die Wunden des Leibes Christi zu heilen und um die Nächstenliebe zu fördern, welche die zuvörderste der christlichen Gnaden und die sichtbare Manifestierung Christi zu der Welt ist.

Aber weiterhin bestätigen wir hiermit, dass die christliche Einheit nur durch den Rückkehr aller christlichen Konfessionen zu den Prinzipien der Einheit, die von der ungeteilten Katholischen Kirche während der ersten Epochen ihrer Existenz aufgewiesen wurden, bewirkt werden kann; von diesen Prinzipien glauben wir, dass sie im Wesentlichen den Nachlass des Christlichen Glaubens und der Christlichen Ordnung, die von Christi und seinen Aposteln der Kirche bis ans Ende der Welt anvertraut wurden und daher ohne Möglichkeit des Kompromiss oder der Aufgabe durch diejenigen, die als Verweser und Anvertrauter für den gemeinsamen und gleichen Nutzen aller Menschen berufen wurden.
Als wesentliche Teile dieses heiligen Nachlasses, und daher unerlässlich für die Wiederherstellung der Einheit unter den getrennten Zweigen des Christentums, zählen wir folgende und zwar:
1. Die Heilige Schriften des Alten und des Neuen Testaments als offenbartes Wort Gottes.
2. Das Nicänische Bekenntnis als ausreichendes Bekenntnis des christlichen Glaubens.
3. Die zwei Sakramente – die Taufe und das Herrenmahl – stets mit den Einsetzungsworten Christi und unter den von Ihm verordneten Elementen verwaltet.
4. Das historische Bischofsamt, dessen Verwaltungsmethoden den örtlichen Gegebenheiten so angepasst werden, dass sie den unterschiedlichen Bedürfnissen der Nationen und Menschen entsprechen, die Gott zur Einheit in Seiner Kirche berufen hat.

Darüber hinaus, zutiefst bestürzt durch die traurigen Trennungen, welche die christliche Kirche in unserem eigenen Land zusetzen, erklären wir hiermit unser Verlangen und Bereitschaft, so bald als es eine autorisierte Antwort auf diese Erklärung gibt, mit allen und jeden christlichen Körperschaften, welche die Wiederherstellung der organischen Einheit der Kirche suchen, in brüderlicher Konferenz zusammen zu treten, mit der Absicht, ernstlich den Bedingungen zu untersuchen, unter denen eine so unschätzbar wertvolle Segnung glücklicherweise zustande gebracht werden möge.

### Beschluss der Lambeth-Konferenz von 1888
1888 trat die dritte Lambeth-Konferenz zusammen und verabschiedete Resolution 11. Diese war eine verkürzte Version der Resolution, die in Chicago zwei Jahre vorher durch die US-Bischöfe verabschiedet wurde, und näher an der ursprünglichen Formulierung von Huntington. Der Text war wie folgt:
Dass, nach Meinung dieser Konferenz, die nachfolgenden Artikel die Grundlage schaffen sollen, auf welcher durch Gottes Gnade eine Annäherung in Richtung „Kircheneinheit“ möglich sei:
a) Die Heilige Schrift des Alten und Neuen Testaments, die „alles Notwendige zur Erlösung“ enthält, und die Regel und die endgültige Norm des Glaubens ist.
b) Das Apostolische Bekenntnis als das Taufbekenntnis und das Nicänische Bekenntnis als ausreichendes Bekenntnis des christlichen Glaubens.
c) Die zwei Sakramente, die von Christus selbst eingesetzt wurden – die Taufe und das Herrenmahl – stets mit den Einsetzungsworten Christi und unter den von Ihm verordneten Elementen verwaltet.
d) Das historische Bischofsamt, dessen Verwaltungsmethoden den örtlichen Gegebenheiten so angepasst werden, dass sie den unterschiedlichen Bedürfnissen der Nationen und Menschen entsprechen, die Gott zur Einheit in Seiner Kirche berufen hat.

## Bedeutung des Quadrilateral

### Innerhalb der anglikanischen Gemeinschaft

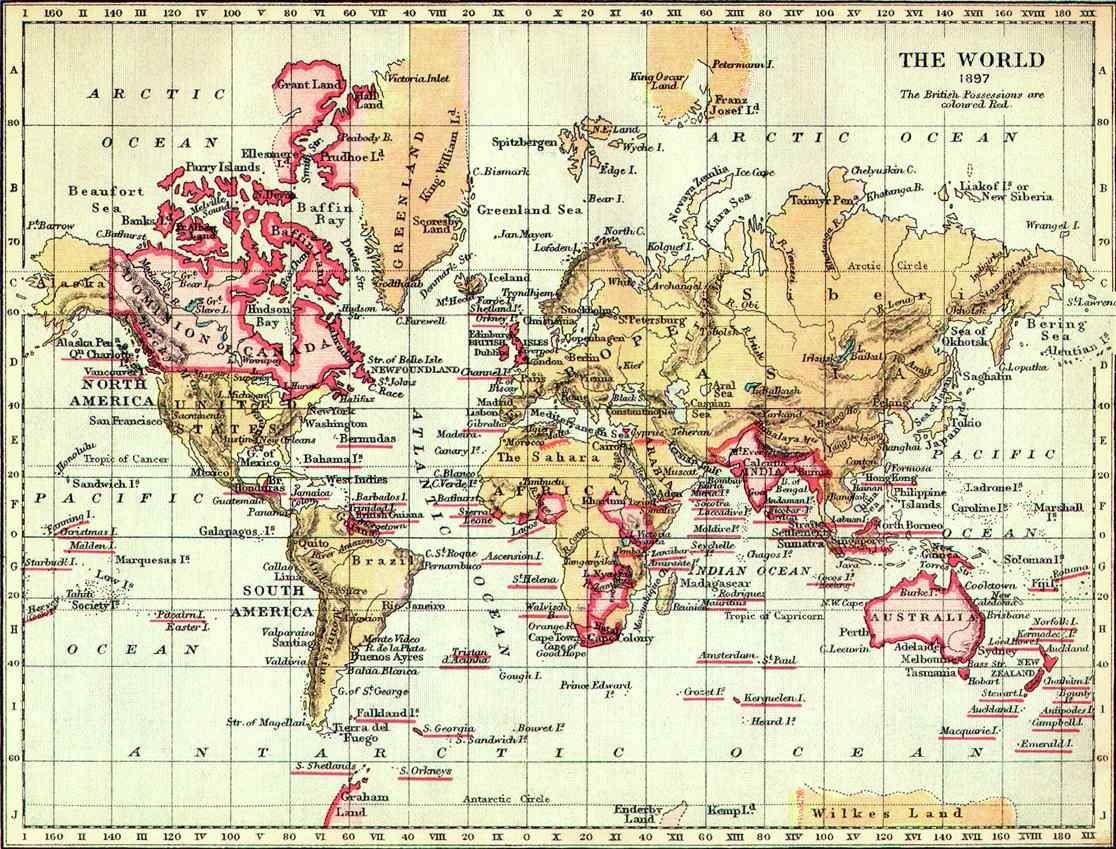
Die Anglikanische Gemeinschaft verzeichnete im 19. Jahrhundert ein großes Wachstum im gesamten Britischen Empire, das auf der Karte rosa gekennzeichnet ist.

Das Quadrilateral hat die anglikanische Identität signifikant geprägt in der Zeit seit seiner Verabschiedung durch die Lambeth-Konferenz. Die Resolution kam zu einer Zeit des zügigen Wachstums der Anglikanischen Gemeinschaft, besonders in den Territorien des Britischen Empire. Es lieferte die Basis für eine gemeinsame Theologie, die zunehmend wichtig wurde in der folgenden Zeit der Entkolonialisierung, in der koloniale Kirchen, die wesentlich durch britische Kultur und Werte beeinflusst waren, sich in Nationalkirchen entwickelten, die stärker von eigenen Normen geprägt waren.
Dennoch hat es um das Quadrilateral heftige Debatten gegeben, besonders zu seinen dritten und vierten Punkten.  Diese Debatten wurden jedoch meist innerhalb der einzelnen anglikanischen Kirchen geführt, oft zwischen Befürworter und Gegner der hochkirchlichen Bewegung, und nicht etwa zwischen den einzelnen Kirchen untereinander.  Der erste Punkt, der das anspricht, was von Anglikanern als „the sufficiency of Scripture“ bezeichnet wird (dass die Heilige Schrift alles beinhalte, was für das Heil vonnöten sei), ist sprachlich direkt aus Artikel VI der Thirty-Nine Articles des Glaubens entnommen, der seinerseits ein Grundpfeiler anglikanischer Schriftexegese und Hermeneutik seit dem 16. Jahrhundert darstellt.  Daher ist es in der Form, in der er geschrieben wurde, weitgehend akzeptiert.  In ähnlicher Weise beschreibt der zweite Punkt das „sine qua non“ des katholischen Glaubens seit der Antike, und so hat es eine ähnliche Akzeptanz gefunden.  Wenn der zweite Punkt überhaupt als kontrovers angesehen wurde, dann bezog sich die Kontroverse auf jene Teile der Anglikanischen Gemeinschaft, die versucht hatten, die ausreichende Glaubensaussage auszubreiten, um weitere Formel mit aufzunehmen.  Der dritte Punkt wird von manchen Anglikanern als unangemessen eingegrenzt betrachtet – insbesondere die Anglokatholiken haben die Auffassung vertreten, neben den beiden Herrensakramenten sollten auch die Ordination, Beichte, Ehe, Firmung und Letzte Ölung als wesentliche Kennzeichen der wahren Kirche aufgenommen werden (siehe Anglikanische Sakramente). Weitaus die meiste Kontroverse hat jedoch der vierte Punkt verursacht, da viele darin die Möglichkeit sehen, die Apostolische Sukzession, die ein Teil der episkopalen Tradition der Kirche bildet, in Frage zu stellen.

### Das Quadrilateral in ökumenischen Dialog
Der Quadrilateral hat sich ebenfalls im ökumenischen Dialog als wichtig erwiesen. Ursprünglich als Diskussionsbasis vorgeschlagen, ist es häufig als unverhandelbare Basis für Wiedervereinigung benutzt worden. In diesem Zusammenhang war es für die Gespräche zwischen der anglikanischen und der römisch-katholischen Kirche (siehe dazu: Anglican-Roman Catholic International Commission), sowie mit einigen lutherischen Nationalkirchen förderlich. Es hat sich andererseits als Hindernis erwiesen in den Gesprächen zwischen der Anglikanischen Kirche von Kanada und der Vereinigten Kirche von Kanada sowie zwischen der Church of England und der Methodist Church of Great Britain: in beiden Fällen sind die Diskussionen ins Stocken geraten aufgrund von unterschiedlichen Haltungen zum Episkopat.